# Havelange
Havelange (en valón, Havlondje) es un municipio belga situado en la provincia de Namur. Tiene una población estimada, a inicios de 2023, de 5314 habitantes.

## Geografía

### Secciones del municipio
El municipio comprende los siguientes antiguos municipios, que se fusionaron en 1977:
| - Havelange - Barvaux-Condroz - Flostoy - Jeneffe - Maffe - Méan - Miécret - Porcheresse - Verlée |

## Demografía

### Evolución
El siguiente gráfico refleja la evolución demográfica del municipio, incluyendo las actuales secciones después de efectuada la fusión, el 1 de enero de 1977.
| Gráfica de evolución demográfica de Havelange entre 1846 y 2023 |
|                                                                 |